# 청년예술단체 위드아트
청년예술단체 위드아트(이하 위드아트)는 2019년 6월 설립된 청년예술단체로서, 중앙대학교 예술대학생들을 중심으로 다양한 예술 분야의 전공자들이 모여 다양한 예술 활동을 진행하는 단체이다.

## 설립 목적
위드아트는 중앙대학교 예술대생들을 주축으로 다양한 예술 분야간의 원활한 소통과 교류를 목적으로 시작되었으며, 청년예술가들의 실업난을 극복하고자 청년들 스스로가 주체가 되는 예술 활동들을 직접 기획하고 실행하고자 설립되었다.

## 목표
위드아트는 청년 예술가들이 학교 밖 사회에서 겪는 여러 문제들에 대해 관심을 갖고 활동하고 있다. 청년 예술가들의 실업 문제, 여러 가지 예술 정책, 소득 및 지역 차이로 발생하는 문화예술 빈부 격차 문제 등 지역사회의 다양한 갈등과 문제를 청년 예술가들 스스로의 활동을 통해 해결하고자 하는 단체이다.

## 주요 활동 이력

### 전시 및 공연
2018. 06  제1회 위드아트展 전시 및 공연
2018. 09  안성시 장애인 체육대회 개막공연
2018. 10  중앙대학교 100주년 축제 공연
2019. 04  제2회 위드아트展 전시 및 공연
2019. 05  중앙대학교 예술대학 아트페스티벌 공연
2019. 06  제3회 위드아트展 전시 및 공연
평택시 도시재생대학 초청 공연
2019. 08  위안부 기림의 날 안성시 야외 예술 행사
광복절 기념 평택시 야외 예술 행사
2019. 09  DMZ 평화콘서트 전시 및 공연 기획
2019. 10  화성시 청년 블랭크 축제 전시 및 공연
중앙대학교 안성캠퍼스 범중앙인 축제 공연

### 교육/봉사
2019. 05  교육복지우선사업 평택 저소득층 아동 예술 멘토링
2019. 06  거제 상동초등학교 및 요양원 음악 봉사
2019. 07  한라그룹 · 대한민국교육봉사단 주관 청소년 '비스캣 캠프' 초청 강연
위드아트 주관 초등·중학생 예술 멘토링 캠프
2019. 11  안성시 요양원 예술봉사 활동 (2회)
2020. 01  의정부여자중학교 예술 멘토링 캠프

### 지역연계 활동
2019. 02  도시재생뉴딜사업 평택시 신평동 현장실사 협력 청년단체 참여
2019. 06  평택 도시재생대학 프로그램 참여
안성 평화통일 원탁회의 퍼실리테이터 참여

### 기타
2019. 04  경기도 청년공동체 활동 지원사업 공모 선정
2019. 07  경기문화예술교육지원센터 학습연구모임 3355 지원사업 공모 선정
2019. 08  위안부 피해자 후원시설 '나눔의 집'에 1,100,000원 기부
2019. 11  한국과학창의재단 쏙쏙캠프 지원사업 공모 선정

○ 투자 유치 현황 (보조금, 지원금 등)
기관명 / 사업명 / 지원액 / 기간
경기도청 / 경기도 청년공동체 활동 지원사업 / 4,000,000원 / 2019.04.22~2019.12.31
경기문화재단 / 학습연구모임 3355 지원사업 / 5,000,000원 / 2019.07.27~2019.12.31
평택시교육지원청 / 교육복지우선지원사업 / 2,700,000원 / 2019.05.11~2019.08.01
교육부, 한국과학창의재단 / 겨울방학 쏙쏙캠프 16기 / 2,200,000원 / 2020.01.14~01.16
※ 총 액 : 13,900,000원